# Starkodder Skald
Starkodder Skald är en aldrig avslutad pjäs av August Strindberg, daterad till början av 1900-talet. Handlingen i det planerade dramat relaterar till novellen "Sagan om Stig Storverks son", som i sin tur är fritt baserad på den gamla fornnordiska sagan "Gautreks saga".